# Cataratas de Nachi
Cataratas de Nachi (那智滝, Nachi no Taki) em Nachikatsuura, província de Wakayama, Japão, é uma das quedas d'água mais conhecidas do Japão. Com uma queda de 133 metros (e 13 metros de largura), ela é a queda d'água mais alta do país, com uma queda ininterrupta única, embora as cataratas mais altas com múltiplas quedas sejam as Cataratas de Hannoki com 497 m (sazonal) e as Cataratas de Shomyo com 350 m (o ano todo).
Há duas pedras no topo das cataratas que são os kamis guardiões das quedas e do templo xintoísta. Havia também um templo budista lá que foi destruído durante a Restauração Meiji (final do século XIX). Muitos shugenja e amantes já se jogaram do topo das cataratas acreditando que eles renasceriam no paraíso de Kannon. No início de todas as manhãs os sacerdores xintoístas fazem oferendas para as quedas de água em um ritual silencioso. Em 1918, um monte sutra foi escavado na base da cachoeira e encontrou-se muitos artefatos arqueológicos importantes, incluindo estátuas, espelhos, altares e cilindos sutra. Esses artigos atualmente são exibidos no  Ryuhoden (“Salão do Tesouro”), localizado próximo ao Pagode Sanjūdō (o pagode de três andares). Esses montes sutra foram criados por sacerdotes em tempos de guerra para esconder seu tesouro mas também muitos foram enterrando desta forma como um resultado da crença de que o fim do mundo estaria para acontecer no início do século X.
O Kumano Nachi Taisha abrigaria o kami chamado Hiryū Gongen, sendo parte dos "Locais Sagrados e Rotas de Peregrinação nos Montes Kii" e patrimônio mundial da UNESCO.